# Kandh-mals
Kandh-mals (Kandh Mals, Khand Mals, Khond Mals) és una comarca d'Orissa, Índia, a l'antic principat de Baud o Bod. Es tracta d'un altiplà creuat per serres de muntanyes baixes, darrer refugi de l'ètnia kandh (khond o khand); inclou diversos pobles habitats per khonds.
Quan van arribar els britànics els khonds reclamaven el territori i al·legaven que un dia tot l'estat de Baud i territoris veïns havia estat seu havent estat empesos cap als turons per invasors i que els Kandh-mals mai van estar subjectes al raja de Baud més que nominalment. Quan els britànics van descobrir que els khonds practicaven els sacrificis humans es va establir una agència especifica amb l'encàrrec de posar fi a aquesta pràctica. (Llei XXI de 1845) i el raja de Baud va cedir el territori als britànics. Sota domini britànic aquestos pobles foren agrupats en mutes (singular muta) i cadascuna sota un cap natiu; hi va haver una pau notable durant el govern britànic, en la que els khonds no pagaven cap renda ni feien cap servei; un tahsildar controlava la zona per mitjà d'una força de policia. La població aleshores s'estimava en 58.959 persones (1881) repartits en 885 pobles la major part dels quals habitats per khonds, on el 31% eren hindús i la resta animistes. El producte principal era el safrà de l'Índia. La població el 1901 era 64.214 habitants.
Els Khonds dels Khondmals tenien dues deïtats principals: Saru Pennu i Taru Pennu, el primer deu de les muntanyes i el segon deu de la terra.